# Équipe du Maroc de Coupe Davis
L'équipe du Maroc de Coupe Davis est la sélection du Maroc pour les compétitions de Coupe Davis. Elle est placée sous l'égide de la Fédération royale marocaine de tennis.

## Historique
L'équipe joue sa première rencontre en 1961 contre le Mexique, puis la seconde en 1964 contre l'URSS. Elle est absente de la compétition entre 1967 et 1971, puis entre 1975 et 1977. Elle se qualifie pour le groupe 1 Europe-Afrique en 1991 ainsi qu'en 1995 où elle dispute les barrages du groupe mondial, tout comme l'année suivante.
C'est grâce au trio phare Arazi/El Aynaoui/Alami que le Maroc atteint pour la première fois le groupe mondial en 2001. Ils perdent deux années de suite au premier tour puis sont relégués. Ils réintègrent l'élite en 2003 après un succès sur la Grande-Bretagne. Une défaite en barrages contre l'Australie en 2004 les envoient définitivement dans les divisions continentales.
Depuis 2007, l'équipe évolue entre le groupe II et III de la zone Euro-Africaine.

## Joueurs de l'équipe
- Lamine Ouahab
- Yassine Idmbarek
- Younes Rachidi
- Amine Ahouda

## Statistiques des joueurs
| Nom               | Total V - D | V - D en simple | V - D en double | Sélections | Débuts | Années |
| ----------------- | ----------- | --------------- | --------------- | ---------- | ------ | ------ |
| Karim Alami       | 32 - 19     | 20 - 10         | 12 - 9          | 22         | 1990   | 13     |
| Younès El Aynaoui | 28 - 19     | 26 - 11         | 2 - 8           | 22         | 1990   | 14     |
| Hicham Arazi      | 26 - 18     | 19 - 11         | 7 - 7           | 19         | 1993   | 12     |
| Rabie Chaki       | 15 - 6      | 11 - 4          | 4 - 2           | 13         | 2006   | 5      |
| Mehdi Ziadi       | 12 - 9      | 2 - 4           | 10 - 5          | 18         | 2004   | 10     |
| Mounir El Aarej   | 8 - 23      | 7 - 14          | 1 - 9           | 19         | 1996   | 11     |
| Reda El-Amrani    | 8 - 5       | 4 - 3           | 4 - 2           | 10         | 2007   | 4      |
| Mehdi Tahiri      | 6 - 17      | 6 - 12          | 0 - 5           | 12         | 1993   | 7      |

## Historique des capitanats
- ? -1990 : Larbi Outaleb
- 1991-1992 : Omar Laimina
- 1993-1998 : Abderrahim Moundir
- 1999 : Kadiri Amine
- ? -2002 : Amine Ghissassi
- 2003-2004 : Karim Alami
- 2005-2009 : Abderrahim Moundir
- 2010-2012 : Mounir El Aarej
- Depuis 2013 : Mehdi Tahiri